# Fernando López Pastrana
Fernando López Pastrana (21 de marzo de 1935-25 de agosto de 2008) fue un futbolista mexicano. Murió el 25 de agosto de 2008. Fue sepultado en la ciudad de Jojutla, Morelos. 

## Clubes en los que jugó
- Club Zacatepec (1945-?)